# Château De Falconibus
Le château De Falconibus est un château médiéval situé au centre de la commune de Pulsano, province de Tarente dans les Pouilles,.

## Historique
Le château se composait initialement d'une seule tour, la Torre Quadrata (ou Torre Massima), qui fait aujourd'hui face à la Piazza Castello et servait de pavillon de chasse. Vers 1100, la population locale, probablement poussée par les incursions constantes des pirates sarrasins, s'est déplacée vers l'intérieur des terres depuis la côte et a trouvé refuge dans la tour, invisible depuis la côte.
La famille De Falconibus acquit la tour à moitié délabrée et agrandit le complexe avec quatre autres tours, toutes de formes différentes. En 1274, la forteresse et le fief associé appartenaient à la famille Sambiasi, en 1350 ils tombèrent aux mains de F. dell'Antognietta, qui vendit ensuite la forteresse à Ercole Petugy. Celui-ci fit restaurer la Torre Quadrata. Les De Falconibus revinrent plus tard et, après la destruction du château en 1388, ils commencèrent à le reconstruire en 1430 et l'achevèrent en 1435. C'est pour cette raison que la forteresse est encore appelée « Castello De Falconibus ». De là, un passage souterrain, aujourd'hui muré, mène au château Muscettola et à la mer. Le château, qui après être passé entre les mains d'autres propriétaires, devint la propriété des Muscettolas, fut équipé de douves et d'un pont-levis. 

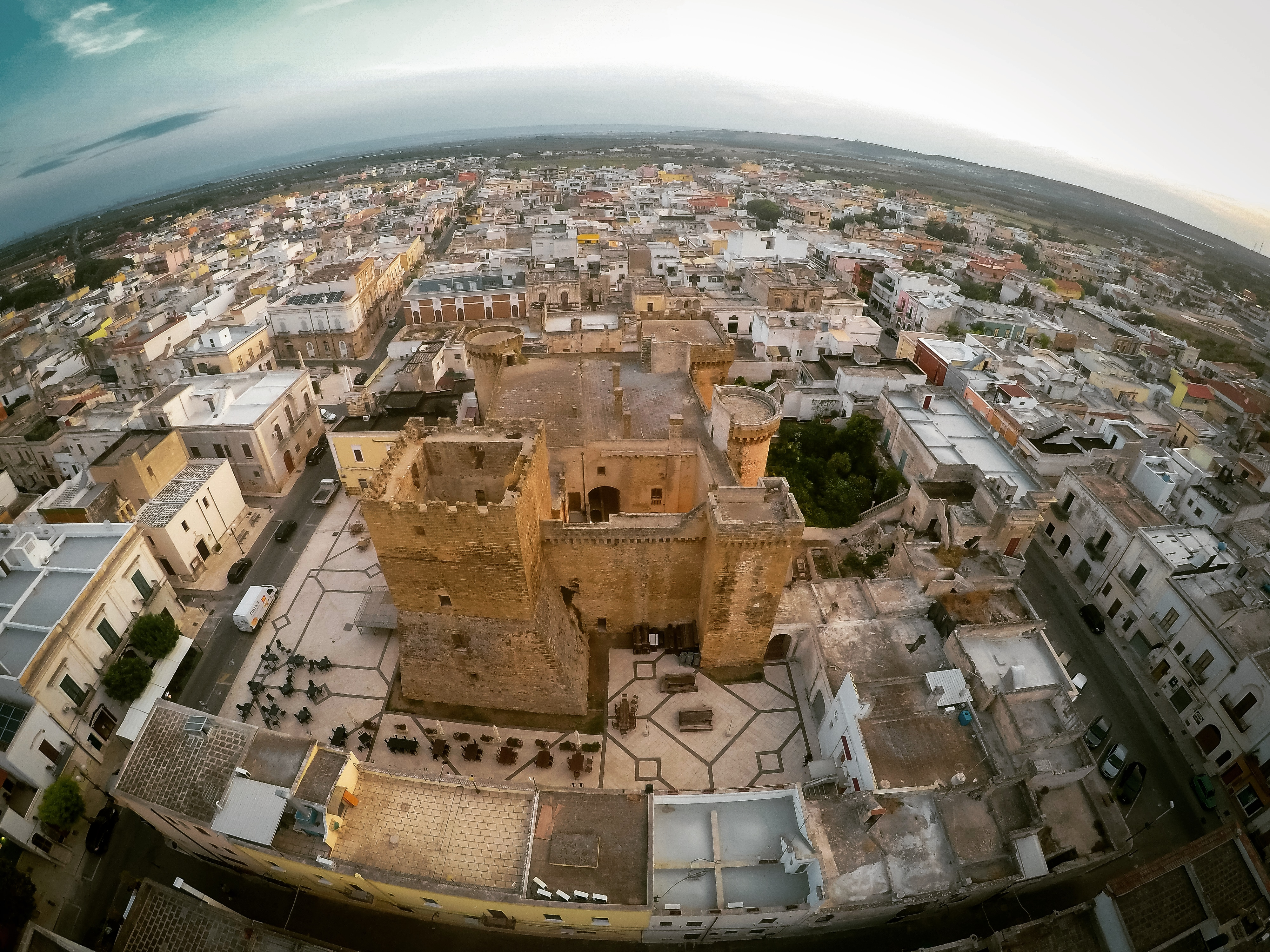
Vue aérienne

Dans les premières années du XIXe siècle, les trois canons qui y étaient construits furent amenés à Tarente par Joachim Murat et utilisés pour défendre la ville contre les Espagnols. En 1819, M. Giovanni Muscettola loua les douves à quelques familles qui l'utilisaient comme jardin. Cette situation existe encore aujourd'hui, ce qui signifie que les remparts nord et est, ainsi que trois des cinq tours, sont complètement intégrés aux propriétés adjacentes et cachés par leurs murs. En fait, jusque dans les années 1990, une partie du mur sud était également inaccessible, car elle faisait partie d'un petit bâtiment du début du XXe siècle qui abritait un téléphone public jusqu'aux années 1960 ; celui-ci a ensuite été démoli.
Le château est sous administration municipale depuis le début du XXe siècle grâce à Giovanni Giannone, qui l'acheta après la mort du dernier héritier mâle des Muscettolas et en fit don à la commune. On y trouve les armoiries des De Falconibus et des Muscettolas. Aujourd'hui, le complexe sert d'exposition d'art et le conseil municipal y est hébergé (une crèche vivante y a été hébergée pendant quelques années et l'administration municipale est située depuis de nombreuses années dans un autre bâtiment construit spécialement à cet effet et nommé d'après Luigi Sturzo). Des fragments de décorations picturales et quelques petits reliefs en pierre ont été conservés dans la forteresse.

## Galerie

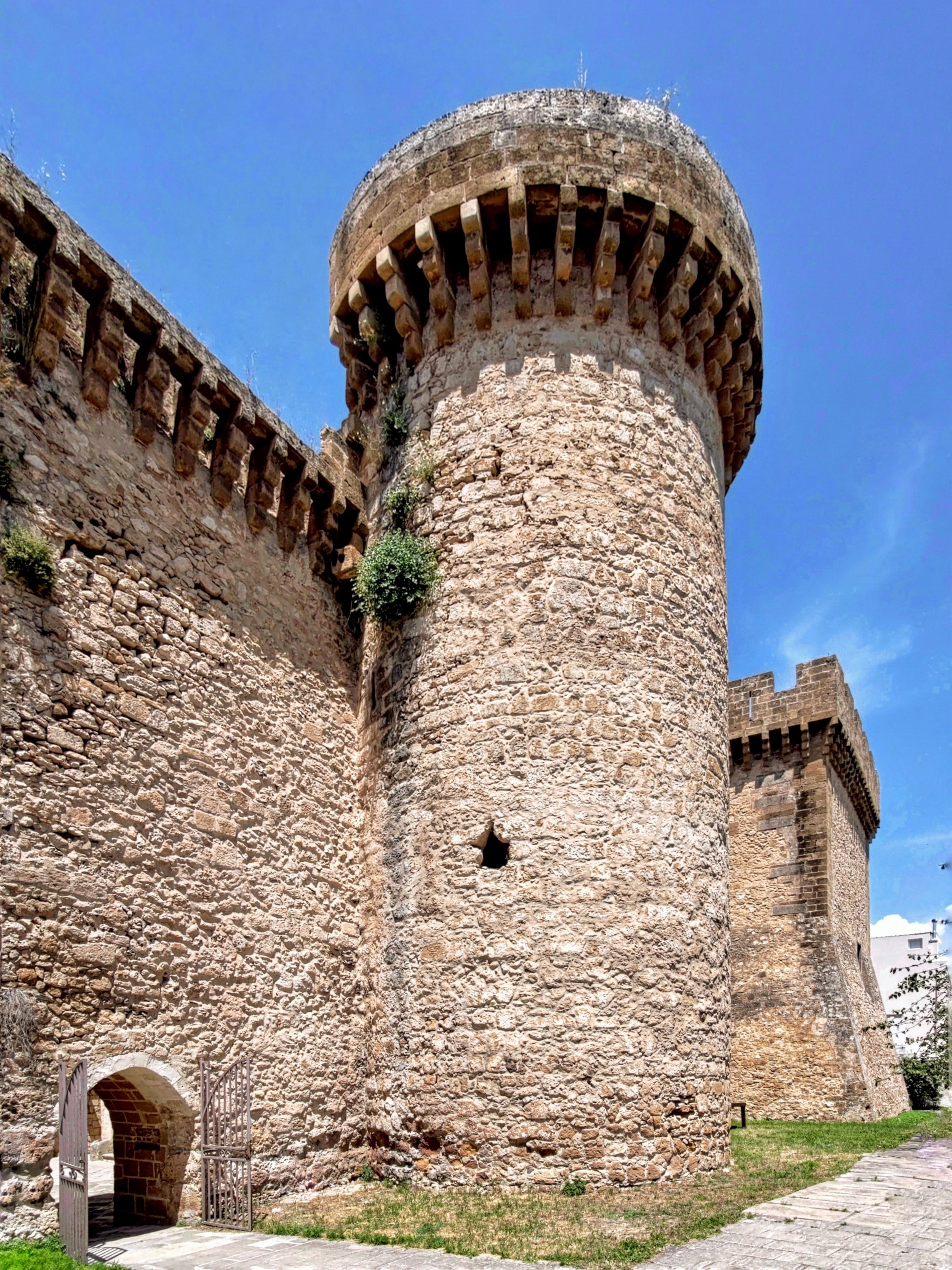
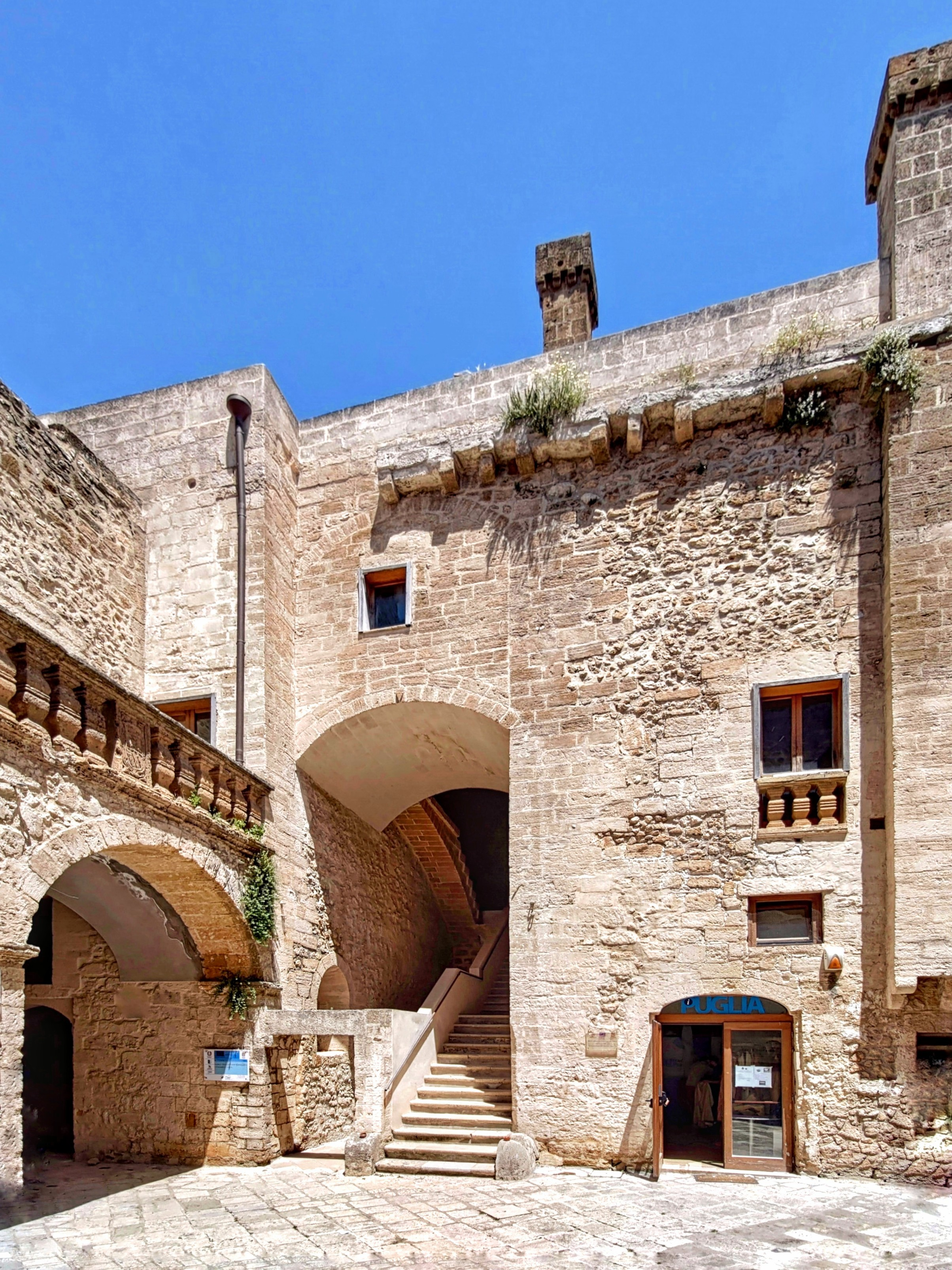